# هلالیا یوهانس
هلالیا یوهانس (انگلیسی: Helalia Johannes؛ زادهٔ ۱۳ اوت ۱۹۸۰) دونده ماراتن اهل نامیبیا است.